# FA Cup 2014/15
De FA Cup 2014–2015 was de 134ste editie van de oudste bekercompetitie ter wereld, de Engelse FA Cup. Aan dit bekertoernooi deden in totaal 736 voetbalclubs mee uit Engeland en Wales. De competitie begon op 16 augustus 2014 met de kwalificatieronde en eindigt op 30 mei 2015 met de finale in het Wembley Stadium in Londen. Titelverdediger Arsenal, wist met succes het kampioenschap te verdedigen door in de finale met 4-0 van Aston Villa te winnen. Arsenal heeft daarmee met een recordaantal van 12e keer de FA Cup weten te winnen.

## Deelnemende Teams
In de kwalificatie rondes van het toernooi nemen nog alleen de Non-League voetbalclubs (clubs uit de 5e divisie en lager) deel aan het toernooi, vanaf het hoofdtoernooi zullen ook de voetbalclubs uit de hoogste vier divisies zich aan het toernooi toevoegen. In onderstaande tabel is terug te vinden wanneer de clubs instromen in het toernooi. Vanaf het moment van instromen geldt er geen geplaatste status, wat betekent dat elk clubs elke andere willekeurige club kan loten.
| Ronde         | Aantal teams nog in het toernooi | Aantal teams die deze ronde spelen | Winnaars uit vorige ronde | Nieuwe teams deze ronde | Profclubs uit deze league zullen deelnemen vanaf deze ronde |
| ------------- | -------------------------------- | ---------------------------------- | ------------------------- | ----------------------- | ----------------------------------------------------------- |
| Eerste ronde  | 124                              | 80                                 | 32                        | 48                      | Football League One Football League Two                     |
| Tweede ronde  | 84                               | 40                                 | 40                        | -                       | -                                                           |
| Derde ronde   | 64                               | 64                                 | 20                        | 44                      | Premier League Football League Championship                 |
| Vierde ronde  | 32                               | 32                                 | 32                        | -                       | -                                                           |
| Vijfde ronde  | 16                               | 16                                 | 16                        | -                       | -                                                           |
| Kwart finales | 8                                | 8                                  | 8                         | -                       | -                                                           |
| Halve finales | 4                                | 4                                  | 4                         | -                       | -                                                           |
| Finale        | 2                                | 2                                  | 2                         | -                       | -                                                           |

## Prijzengeld
| Ronde                              | Aantal clubs die prijzengeld ontvangen | Prijzengeld per club | Totaal prijzengeld deze ronde |
| ---------------------------------- | -------------------------------------- | -------------------- | ----------------------------- |
| Extra voorronde winnaars           | 184                                    | £ 1.500              | £ 276.000                     |
| Voorronde winnaars                 | 160                                    | £ 1.925              | £ 308.000                     |
| Eerste kwalificatie ronde winnaars | 116                                    | £ 3.000              | £ 348.000                     |
| Tweede kwalificatie ronde winnaars | 80                                     | £ 4.500              | £ 360.000                     |
| Derde kwalificatie ronde winnaars  | 40                                     | £ 7.500              | £ 300.000                     |
| Vierde kwalificatie ronde winnaars | 32                                     | £ 12.500             | £ 400.000                     |
| Eerste ronde winnaars              | 40                                     | £ 18.000             | £ 720.000                     |
| Tweede ronde winnaars              | 20                                     | £ 27.000             | £ 540.000                     |
| Derde ronde winnaars               | 32                                     | £ 67.500             | £ 2.160.000                   |
| Vierde ronde winnaars              | 16                                     | £ 90.000             | £ 1.440.000                   |
| Vijfde ronde winnaars              | 8                                      | £ 180.000            | £ 1.440.000                   |
| Kwart finales winnaars             | 4                                      | £ 360.000            | £ 1.440.000                   |
| Halve finales verliezers           | 2                                      | £ 450.000            | £ 900.000                     |
| Halve finales winnaars             | 2                                      | £ 900.000            | £ 1.800.000                   |
| runner-up                          | 1                                      | £ 900.000            | £ 900.000                     |
| winnaar                            | 1                                      | £ 1.800.000          | £ 1.800.000                   |
| Totaal                             |                                        |                      | £ 15.132.000                  |

## Schema
|  | kwartfinale          | kwartfinale | kwartfinale | kwartfinale |   |           | halve finale | halve finale | halve finale | halve finale |  |   | finale | finale | finale | finale |  |  |
|  |                      |             |             |             |   |           |              |              |              |              |  |   |        |        |        |        |  |  |
|  | Bradford City        | 0           | 0           | 0           |   |           |              |              |              |              |  |   |        |        |        |        |  |  |
|  | Reading              | 0           | 3           | 3           |   |           |              |              |              |              |  |   |        |        |        |        |  |  |
|  | Reading              | 0           | 3           | 3           |   | Reading   |              |              | 1            |              |  |   |        |        |        |        |  |  |
|  |                      |             |             |             |   | Reading   |              |              | 1            |              |  |   |        |        |        |        |  |  |
|  |                      | Arsenal     |             |             | 2 |           |              |              |              |              |  |   |        |        |        |        |  |  |
|  | Manchester United    | Arsenal     |             |             | 2 | 1         |              |              |              |              |  |   |        |        |        |        |  |  |
|  | Manchester United    |             |             |             |   | 1         |              |              |              |              |  |   |        |        |        |        |  |  |
|  | Arsenal              |             |             | 2           |   |           |              |              |              |              |  |   |        |        |        |        |  |  |
|  | Arsenal              |             |             |             |   |           |              |              | Arsenal      |              |  | 4 |        |        |        |        |  |  |
|  |                      |             |             |             |   |           |              |              |              |              |  | 4 |        |        |        |        |  |  |
|  |                      | Aston Villa |             |             | 0 |           |              |              |              |              |  |   |        |        |        |        |  |  |
|  | Liverpool            | Aston Villa | 0           | 1           | 0 | 1         |              |              |              |              |  |   |        |        |        |        |  |  |
|  | Liverpool            |             | 0           | 1           |   | 1         |              |              |              |              |  |   |        |        |        |        |  |  |
|  | Blackburn Rovers     | 0           | 0           | 0           |   |           |              |              |              |              |  |   |        |        |        |        |  |  |
|  | Blackburn Rovers     | 0           | 0           | 0           |   | Liverpool |              |              | 1            |              |  |   |        |        |        |        |  |  |
|  |                      |             |             |             |   | Liverpool |              |              | 1            |              |  |   |        |        |        |        |  |  |
|  |                      | Aston Villa |             |             | 2 |           |              |              |              |              |  |   |        |        |        |        |  |  |
|  | Aston Villa          | Aston Villa |             |             | 2 | 2         |              |              |              |              |  |   |        |        |        |        |  |  |
|  | Aston Villa          |             |             |             |   | 2         |              |              |              |              |  |   |        |        |        |        |  |  |
|  | West Bromwich Albion |             |             | 0           |   |           |              |              |              |              |  |   |        |        |        |        |  |  |